# Kalouch
« Kalush » redirige ici. Pour le groupe de musique, voir Kalush (groupe).
Kalouch (en ukrainien et en russe : Калуш ; en polonais : Kałusz ; en allemand : Kalusch ; en yiddish : קאַלוש, Kalouch ou Kalich) est une ville de l'oblast d'Ivano-Frankivsk, en Ukraine, et le centre administratif du raïon de Kalouch. Sa population s'élevait à 67 000 habitants en 2025.

## Géographie
Kalouch se trouve au pied des Carpates, dans la région historique de Galicie. La rivière Limnitsia, un affluent du Dniestr, arrose la ville.
Kalouch est située à 28 km au nord-ouest d'Ivano-Frankivsk, à 95 km au sud-sud-est de Lviv et à 464 km au sud-ouest de Kiev.

## Histoire
La première mention de Kalouch se trouve dans une chronique du royaume de Halychyna ou Galicie datant du 27 mai 1437. Le nom de la ville vient probablement du mot kalyouchi, qui signifie « sel ». En 1549, la ville reçut des privilèges urbains (droit de Magdebourg) du roi Sigismond II de Pologne ; à partir de cette époque, elle se considérait comme une « ville libre ». Une importante communauté juive existait dans la ville depuis le XVIe siècle. En 1772, à l'occasion de la première partition de la Pologne, la ville (nommée Kalusz) fut rattachée avec la Galicie à l'empire d'Autriche. De 1867 à 1918, elle fit partie de l'Autriche-Hongrie. Grâce à son importante industrie du sel, Kalouch connut au XIXe siècle une croissance démographique rapide.

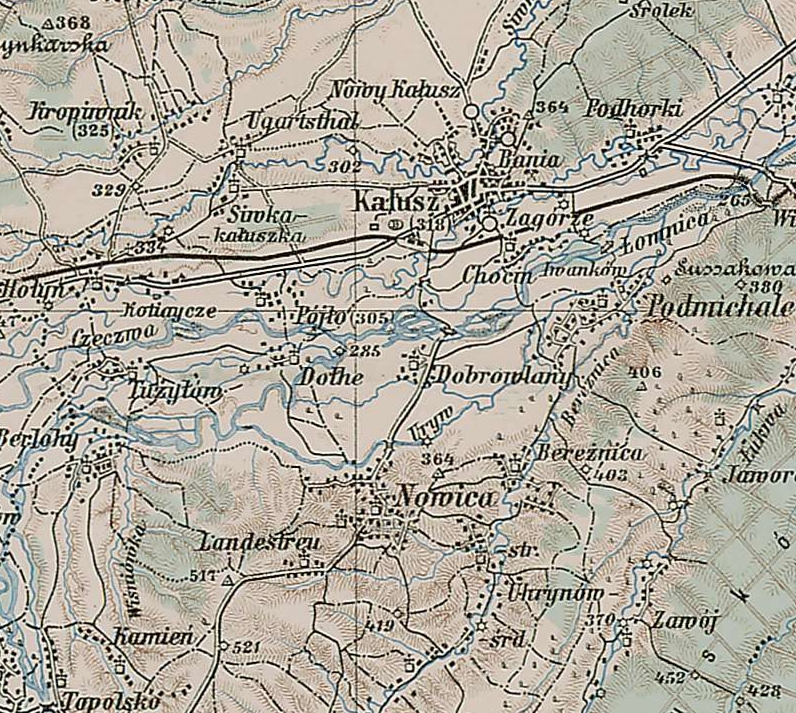
Carte topographique polonaise de 1889.

En 1919, Kalouch fit brièvement partie de la République populaire d'Ukraine occidentale. Après la guerre entre la Pologne et la Russie soviétique, la Paix de Riga de mars 1921 attribua la Galicie orientale à la Pologne. En septembre 1939, à la suite du pacte germano-soviétique, elle fut occupée par l'Armée rouge puis annexée par l'Union soviétique et une partie de la population polonaise fut déportée en Sibérie, d'où beaucoup ne revinrent pas.
De 1941 à 1944, Kalouch fut occupée par l'Allemagne nazie, incorporée au district de Galicie rattaché au Gouvernement général. La population se composait avant la guerre de Polonais, d'Ukrainiens et de Juifs. Pendant l'occupation, la population juive de Kalouch fut entièrement détruite. Après la Seconde Guerre mondiale, Kalouch redevint soviétique et fut rattachée à la République socialiste soviétique d'Ukraine. Les Polonais furent expulsés vers la Pologne et remplacés par une population ukrainienne et dans une moindre mesure russe.
Depuis 1991, elle fait partie de l'Ukraine indépendante. Les armoiries de la ville, adoptées par le conseil municipal le 24 septembre 1993, reprennent celles de la période autrichienne : sur un champ azur, la lettre « K », trois fourneaux à sel et un croissant rappelant la victoire du roi Jean III Sobieski sur les Turcs.

## Population
Recensements (*) ou estimations de la population :
| 1900  | 1939   | 1959*  | 1970*  | 1979*  | 1989*  | 2001*  |
| ----- | ------ | ------ | ------ | ------ | ------ | ------ |
| 8 500 | 13 800 | 12 873 | 40 728 | 60 153 | 67 531 | 67 902 |

| 2013   | 2014   | 2015   | 2016   | 2017   | 2018   | 2019   |
| ------ | ------ | ------ | ------ | ------ | ------ | ------ |
| 67 585 | 67 559 | 67 631 | 67 519 | 67 079 | 66 404 | 66 406 |

| 2021   | - | - | - | - | - | - |
| ------ | - | - | - | - | - | - |
| 65 814 | - | - | - | - | - | - |

## Économie

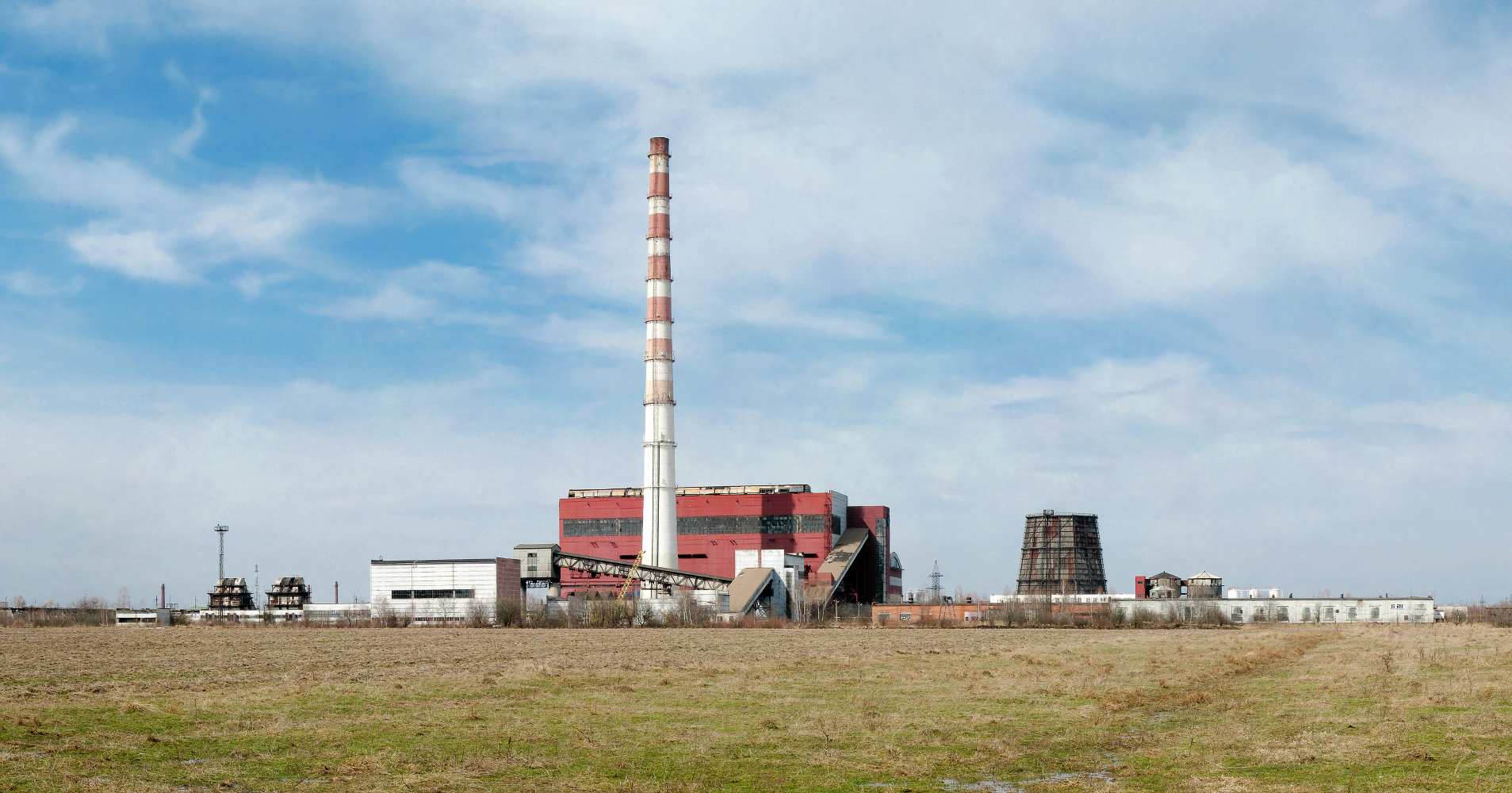
La centrale thermique de Kalouch.

La principale entreprise de Kalouch est l'usine pétrochimique Lukor, du groupe Lukoil. Elle emploie 2 150 salariés (2006).

## Lieux patrimoniaux

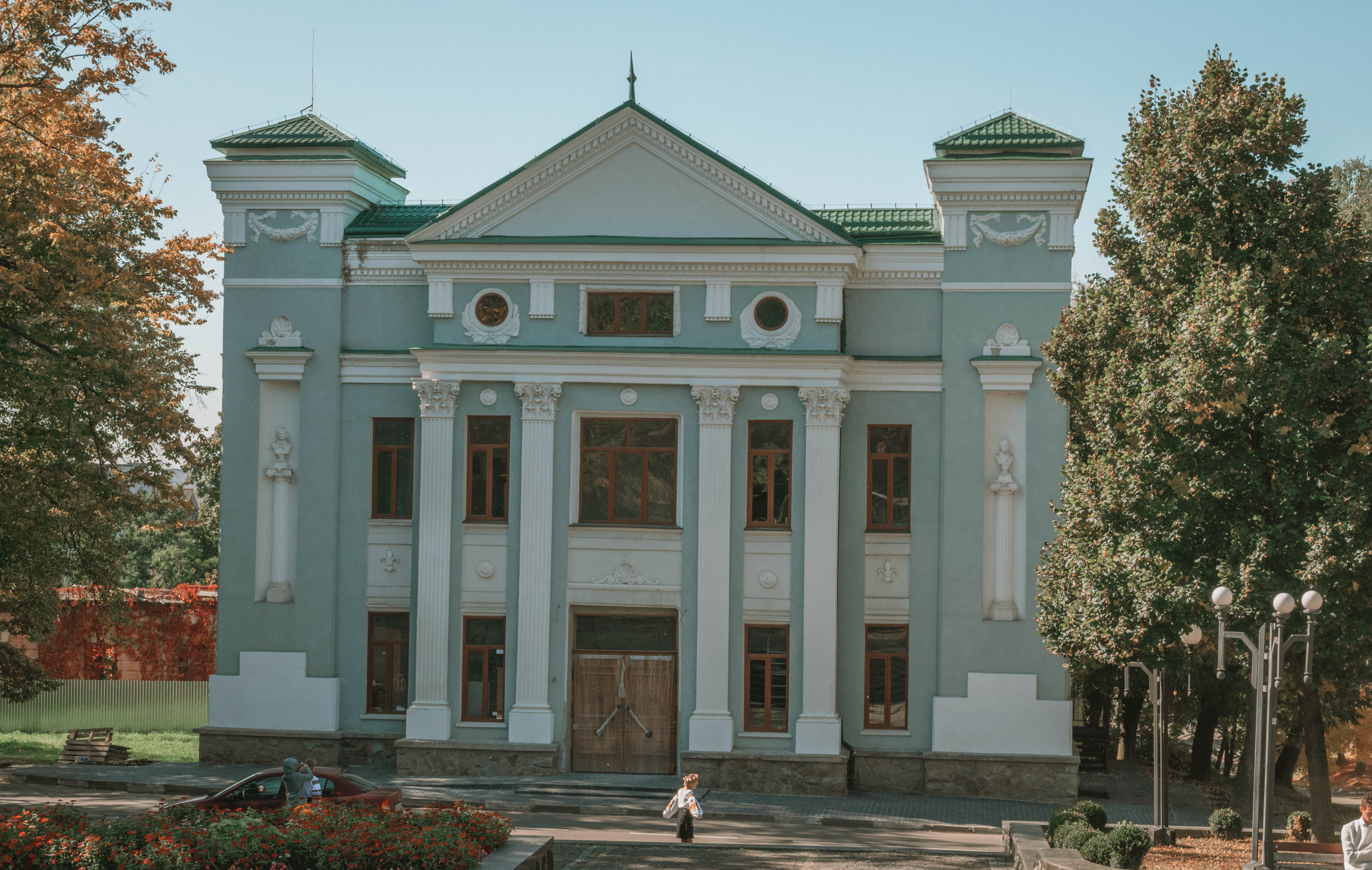
l'opéra, classé[6]à Kalouch,
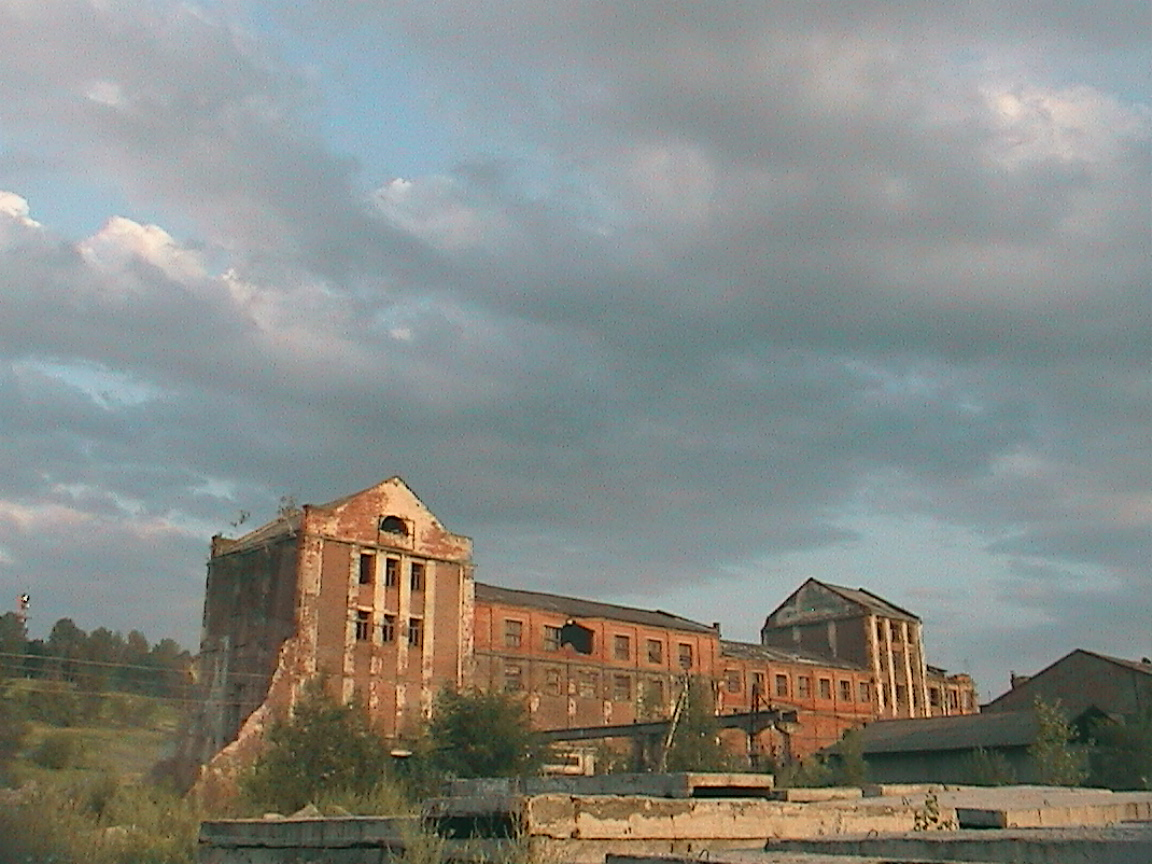
et son usine de potassium, classé[7],[8],[9],
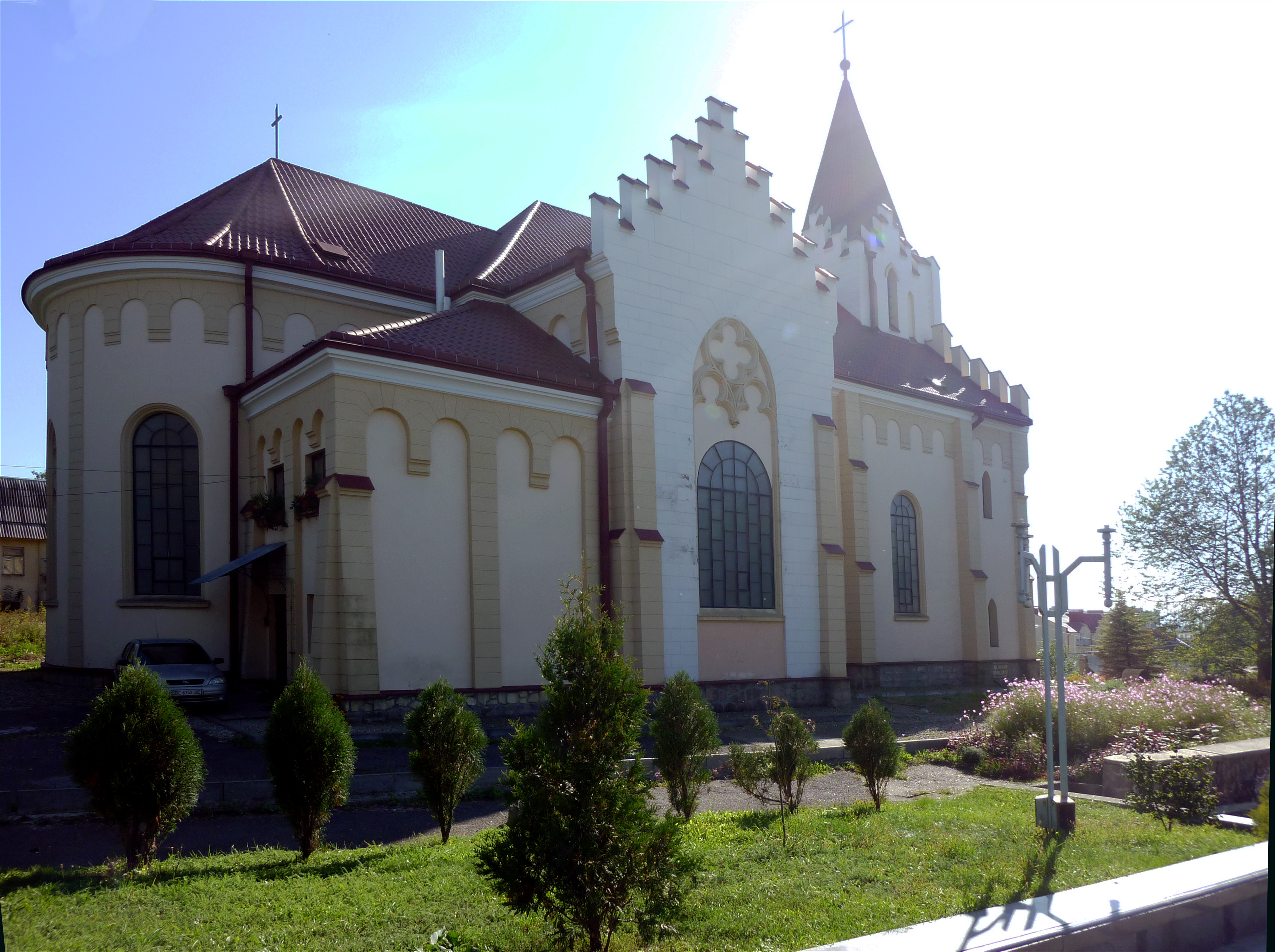
son église st-Valentin, classée[10],
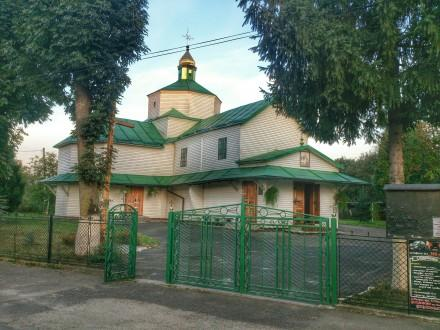
l'église de la Nativité, classée[11],
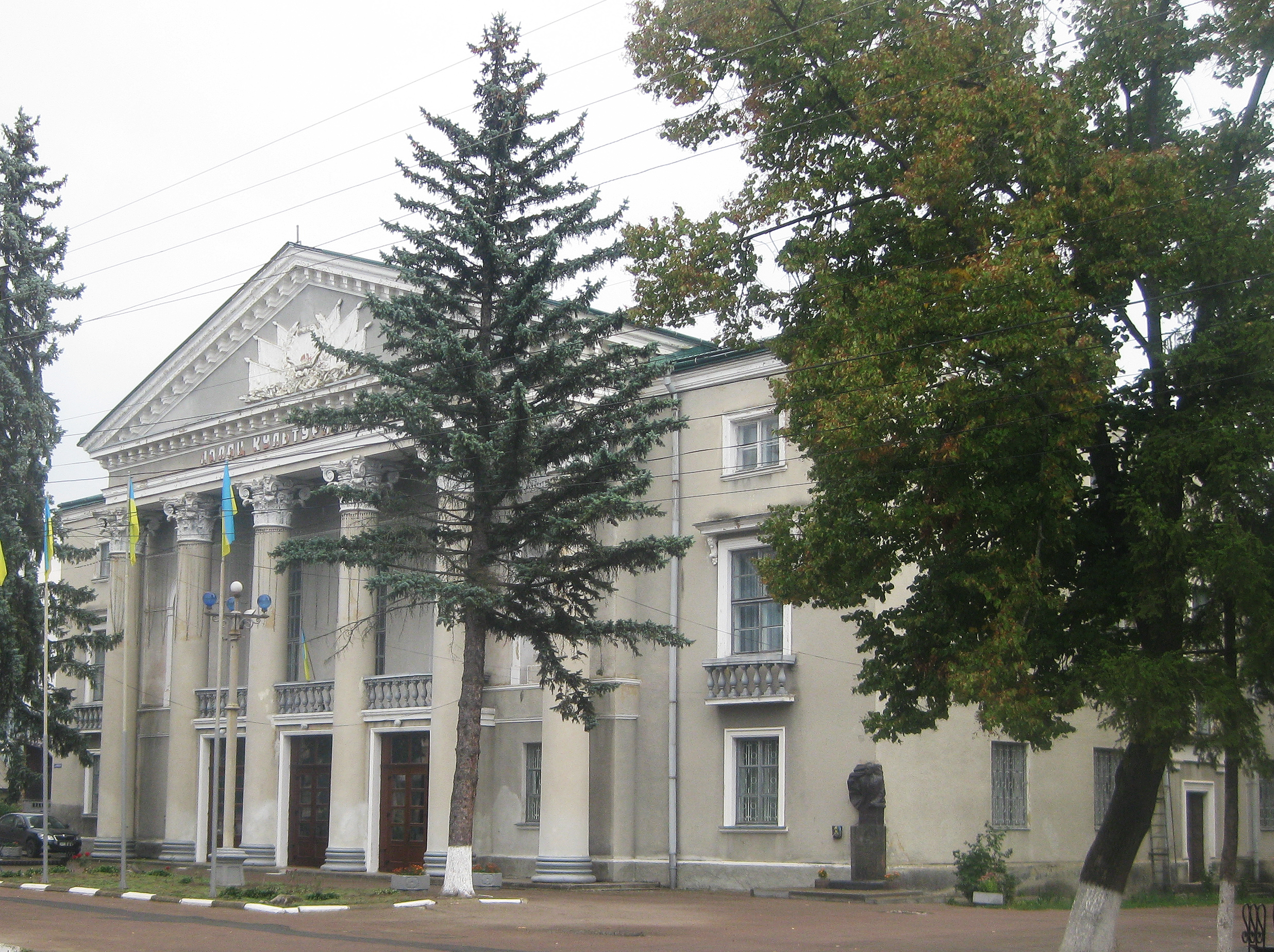
palais de la culture, classée[12],
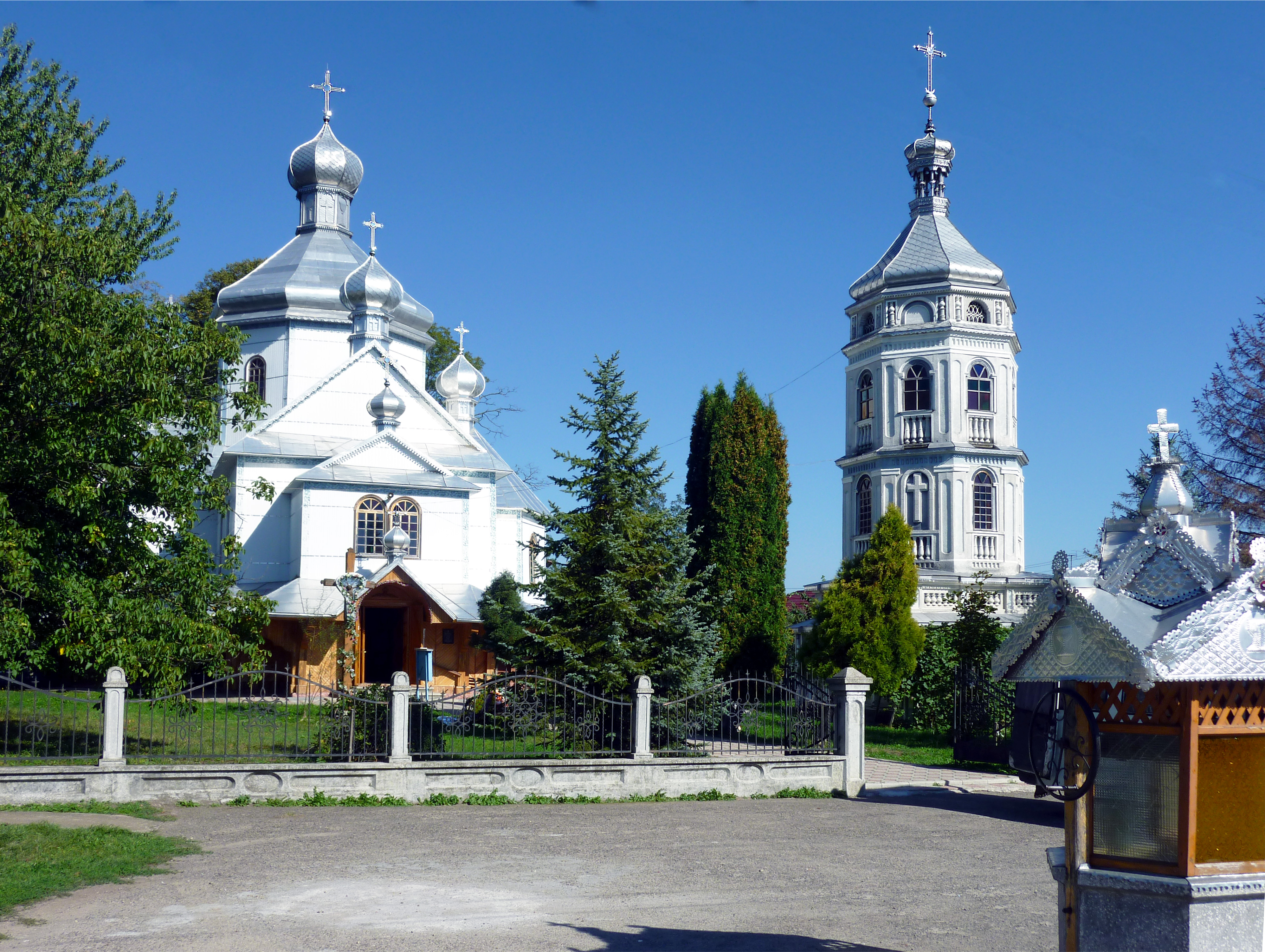
clocher classée[13], et église de la Présentation au Temple classée[14], classée[15].

## Jumelage
- Bačka Palanka (Serbie)
- Grand Prairie (États-Unis)
- Gorlice (Pologne)
- Kędzierzyn-Koźle (Pologne)

## Personnalités
Yevhen Arzhanov (1948-), athlète, spécialiste du demi-fond, champion d'Europe et vice-champion olympique, est né à Kalouch.